# Diocèse de Barrancabermeja
Le diocèse de Barrancabermeja (en latin : Dioecesis Barrancabermeiensis ; en espagnol : Diócesis de Barrancabermeja) est un diocèse de l'Église catholique en Colombie, suffragant de l'archidiocèse de Bucaramanga.

## Territoire

Il est situé sur 2 départements de la Colombie. Il comprend les municipalités de Puerto Berrío, Puerto Nare et Yondó du département d'Antioquia et les municipalités de Barrancabermeja, Betulia, Bolívar, Cimitarra, El Carmen de Chucurí, Puerto Parra, Puerto Wilches, Sabana de Torres, San Vicente de Chucurí et Simacota du département de Santander.
Il possède un territoire d'une superficie de 15 000 km2 divisé en 34 paroisses. Le siège épiscopal est dans la ville de Barrancabermeja où se trouve la cathédrale de l'Immaculée-Conception.

## Histoire
La préfecture apostolique de Río Magdalena est érigée le 2 avril 1928 par la constitution apostolique Dominici gregis régimenis du pape Pie XI en prenant une partie des territoires des diocèses de Santa Marta, Socorro et San Gil et Nueva Pamplona (aujourd'hui archidiocèse de Nueva Pamplona). Elle est placée sous la juridiction de la congrégation pour la propagation de la foi avec la ville de Puerto Wilches comme siège épiscopal. La mission d'évangélisation est confiée à la Compagnie de Jésus.
Le 18 avril 1950, elle devient vicariat apostolique sous le nom de Barrancabermeja par la constitution apostolique Apostolicis sub plumbo du pape Pie XII.
Il cède une portion de son territoire le 26 octobre 1962 pour l'érection du diocèse d'Ocaña. Le lendemain, le vicariat est élevé au rang de diocèse par la constitution apostolique Divina Christi verba du pape Jean XXIII. Dans le même temps, il agrandit son territoire car les circonscriptions ecclésiastiques voisines de Socorro et San Gil, Santa Rosa de Osos, Sonsón-Rionegro, Tunja et  Medellín lui cèdent des municipalités.
À la demande de Bernardo Arango Henao, jésuite et évêque de Barrancabermeja, le pape Paul VI reconnaît saint Pierre Claver comme patron principal du diocèse par la lettre apostolique Qui fuit Columbianae terrae du 19 août 1963.
Nommé suffragant de l'archidiocèse de Nueva Pamplona lors de son élévation au rang de diocèse, il intègre la province ecclésiastique de l'archidiocèse de Bucaramanga le 14 décembre 1974.
Il cède une partie de son territoire le 29 mars 1984 pour la création du diocèse de La Dorada-Guaduaset le 18 jour 1988 pour l'établissement du diocèse de Girardota.

## Évêques
- Carlos Hilario Currea, S.J (8 janvier 1929 - 1932)
- Rafael Toro, S.J (20 février 1932 - 20 mai 1947)
- Bernardo Arango Henao, S.J (28 novembre 1947 - 23 décembre 1983)
- Juan Francisco Sarasti Jaramillo, C.I.M (23 décembre 1983 - 25 mars 1993) nommé archevêque d'Ibagué
- Jaime Prieto Amaya (11 novembre 1993 - 1er décembre 2008) nommé évêque de Cúcuta
- Camilo Fernando Castrellón Pizano, S.D.B (2 décembre 2009 - 29 mai 2020)
- Ovidio Giraldo Velásquez depuis le 29 mai 2020